# 日本高速道路インターナショナル
日本高速道路インターナショナル株式会社（にほんこうそくどうろインターナショナル）は、東日本高速道路株式会社・中日本高速道路株式会社・西日本高速道路株式会社・首都高速道路株式会社・阪神高速道路株式会社の共同出資で設立した、高速道路事業の国際的展開を推進するための海外事業専門会社である。

## 概要
日本高速道路インターナショナルは、5社(東日本高速道路株式会社・中日本高速道路株式会社・西日本高速道路株式会社・首都高速道路株式会社・阪神高速道路株式会社)の持つ経営資源（高速道路の調査・計画・設計・建設・管理・運営等の技術やノウハウ）および日本が有する包括的支援力を最大限活用して、高速道路事業に関するトータルソリューションを提供することを目的とする。
日本唯一の世界各国の道路インフラ事業の実施会社として、各国・地域と共同し高速道路事業を展開。日本を含めた国際社会、経済の持続的発展成長に寄与するとしている。

## 高速道路事業の海外進出
2005年10月1日に道路関係四公団が分割民営化され道路会社6社が発足し、同時に道路会社による国際的事業への進出も解禁された。
それぞれの高速道路会社が個別で国際的事業の調査研究・技術支援・人材育成等の事業を行っている。
東日本高速道路株式会社
技術・海外業務
中日本高速道路株式会社
国際社会との関わり
西日本高速道路株式会社
NEXCO-West USA, Inc.（アメリカ・コロンビア特別区ワシントンD.C.） :  アメリカ合衆国での橋梁点検業務参入を主体とした事業展開を図る。
首都高速道路株式会社
バンコク駐在員事務所
ジャカルタ駐在員事務所
阪神高速道路株式会社
阪申土木技術諮詢（上海）有限公司（中国・上海市） : 中華人民共和国における土木技術コンサルティング事業に参入（子会社の阪神高速技研株式会社）

## 沿革
- 2011年2月1日 : 東日本高速道路株式会社、中日本高速道路株式会社、西日本高速道路株式会社、首都高速道路株式会社の4社で、国際的事業新会社設立準備室が設置される[8]
- 2011年4月1日 : 阪神高速道路株式会社が参加する。
- 2011年9月1日 : 日本高速道路インターナショナル株式会社設立。

## 株主
設立時点での株主構成は以下の通り。
- 東日本高速道路株式会社 (28.7%)
- 中日本高速道路株式会社 (28.7%)
- 西日本高速道路株式会社 (28.7%)
- 首都高速道路株式会社 (12.0%)
- 阪神高速道路株式会社 (2.0%)